# Aireana
Aireana é uma organização feminista fundada em 2003, na cidade de Assunção, capital do Paraguai, que luta pelos direitos das pessoas LGBT+. Foi reconhecida nacional e internacionalmente por seu trabalho de incidência política no Paraguai e na América Latina, em prol da transformação social. Em 2011, o governo francês outorgou-lhe o prêmio Libertad, Igualdad, Fraternidad.
O nome da organização é uma conjunção de palavras em guarani e espanhol. O prefixo airea é o imperativo do verbo "airear" ou "ventilar" em espanhol, e o sufixo na: uma solicitação, ou "faz favor" no idioma guarani.

## História
A organização teve sua primeira aparição pública em 2003, quando a ministra da Mulher, María José Argaña, respondeu numa entrevista que apoiaria a união civil entre pessoas do mesmo sexo sem atender à pergunta feita pelo jornalista. O grupo aproveitou para felicitá-la.
Solicitaram o apoio da Comissão Internacional Gay e Lesbiana de Direitos Humanos; o que visibilizou a solicitação pelos direitos mas não teve consequências de mudança em regulamentos ou políticas públicas do país.

## Trajetória

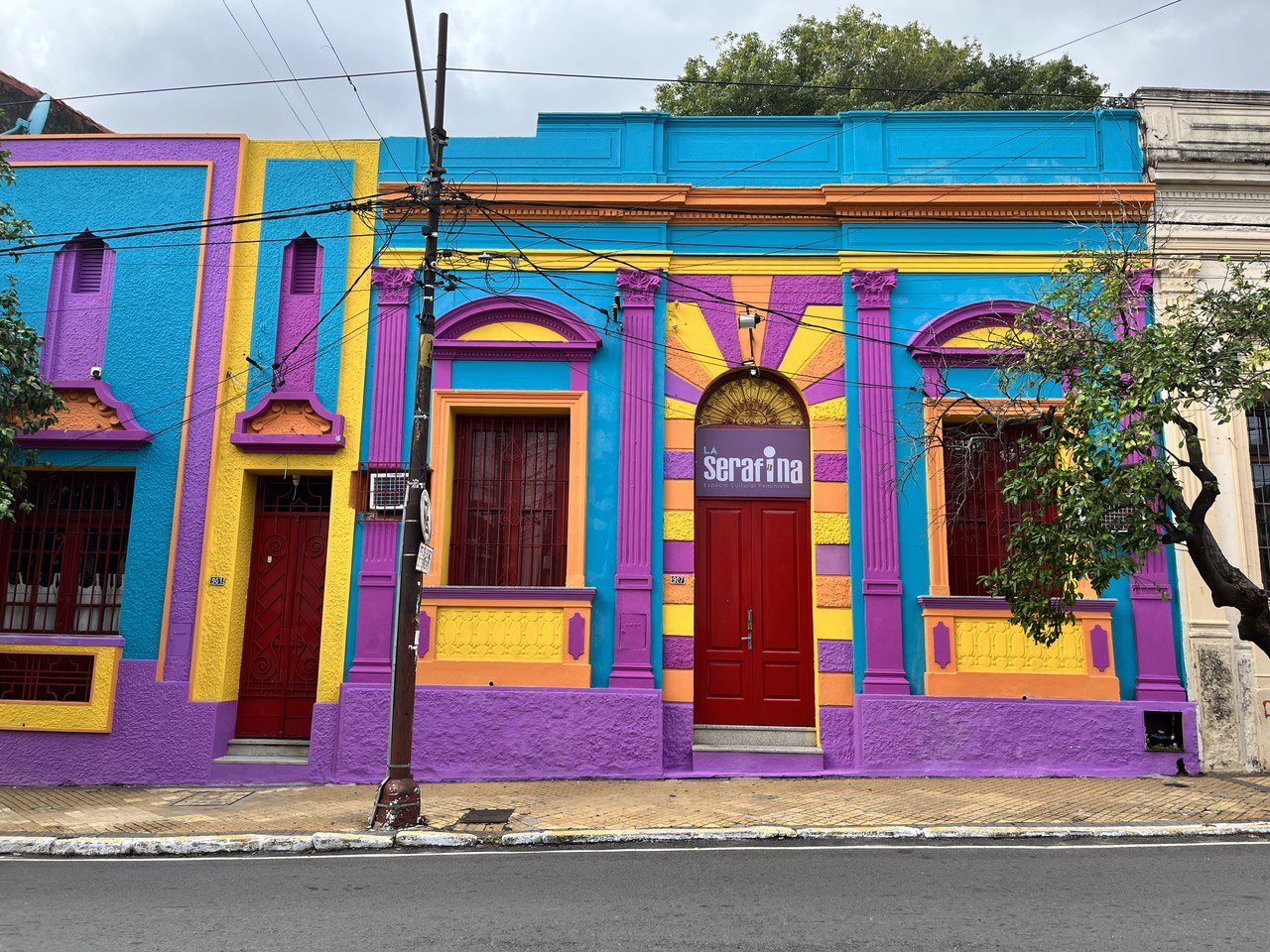
Fachada do centro cultural Aireana, A Serafina, na Rua Eligio Ayala, em Assunção, no Paraguai

Aireana conta com diferentes linhas de trabalho e incidência política por meio da arte e da cultura, a criação de espaços seguros para a comunidade LGBT+ em Assunção, bem como iniciativas multimídia como a produção de podcasts e peças teatrais. Também tem linhas de apoio e acompanhamento contra a violência de gênero. Conta com uma sede que opera como espaço cultural desde 2005.
A organização também faz parte da lista de organizações LGBTI do Paraguai que trabalham pela diversidade sexual no país.

### Festival Internacional de Cinema LesBiGayTrans de Assunção
Aireana realizou várias iniciativas culturais ao longo dos anos, como o Festival Internacional de Cinema LesBiGayTrans de Assunção, que acontece desde 2005. Uma mostra anual de cinema independente LGBT+, com duração de uma semana. Acontece no Centro Cultural de Espanha de Paraguai, Juan de Salazar, e faz parte da Rede internacional de cinema LGBT+.
A Serafina, espaço cultural feminista, é a sede da organização e o espaço cultural da Aireana e está aberto ao público desde 2005. É um lugar dedicado à cultura, com ações de teatro, música, dança, poesia e exposições.

#### Sextas-Feiras Culturais
Às Sextas-Feiras Culturais acontecem desde 2012, sendo um espaço aberto para expressões artísticas como concertos, teatro, poesia, dança e outras. Busca ser um espaço seguro para a comunidade LGBTIQA+.

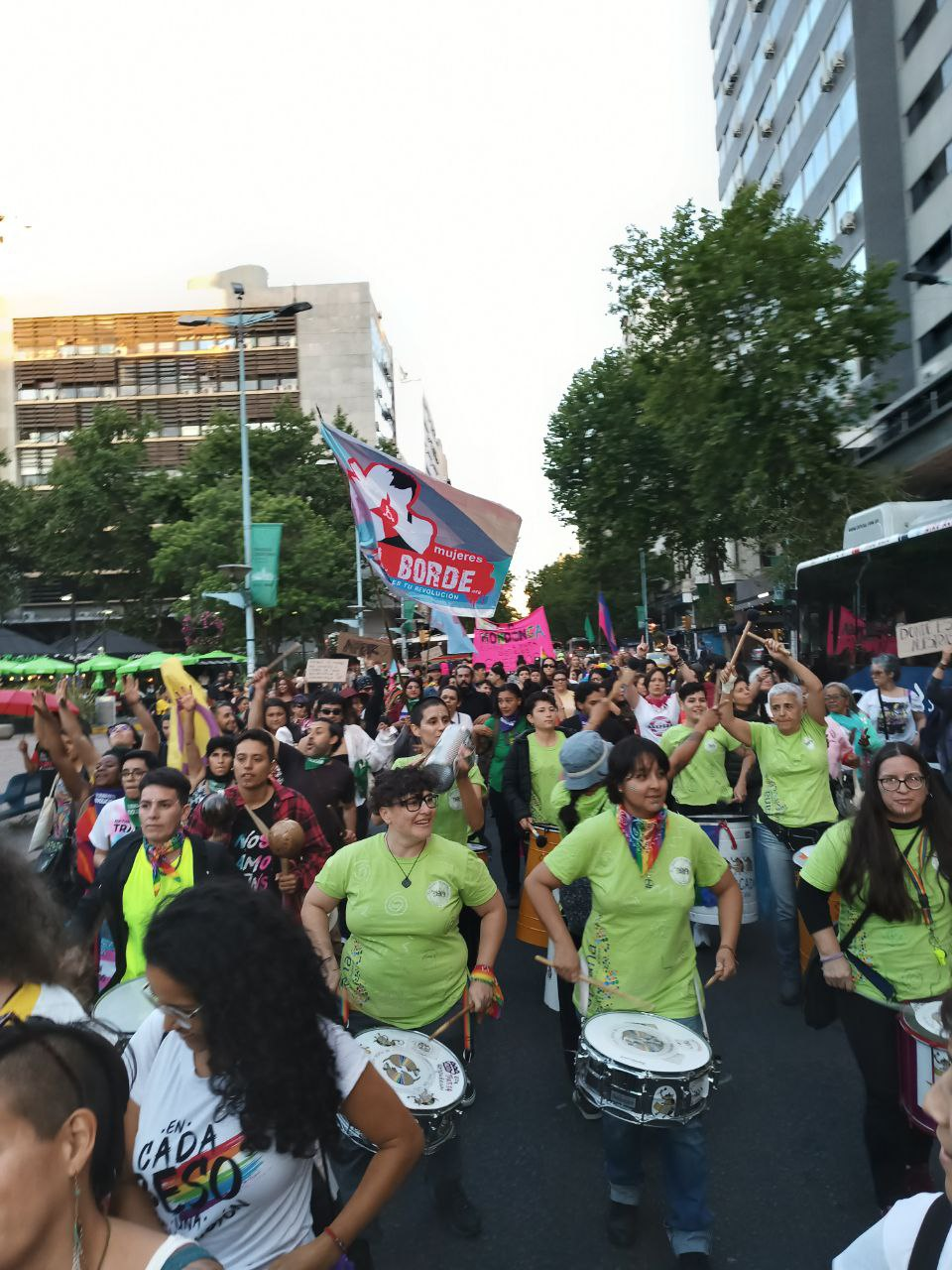
Tatucada de Aireana durante a marcha para o Encontro de Vir ao Sur, em Montevidéu, no Uruguai

#### A Tatucada
A Tatucada, o nome da batucada de Aireana, é um grupo de percussão que faz intervenções artísticas em via pública. Tatu é a palavra em guarani para designar o animal mas também para a vulva. A Tatucada usualmente acompanha as iniciativas feministas como a Marcha do Dia Internacional das Mulheres, e a Marcha do Orgulho LGBT de Assunção.

### Ro'hendu - Linha de apoio contra a violência de gênero
Aireana também busca fortalecer a comunidade LGBTIQ+ com um serviço telefônico gratuito chamado Ro'hendu (“Te escuto”, em guarani), para pessoas LGTBIQ+, seus familiares e amigos, oferecendo assessoramento e espaço para denúncias sobre discriminação por orientação sexual, identidade de gênero e expressão de gênero.

### Aireatena - Podcast
O programa de podcast conta com duas temporadas (12 episódios), e iniciou em 2020. As temáticas abordadas vão desde a defesa dos direitos humanos, até a arte como aposta política.

## Articulação e redes de trabalho

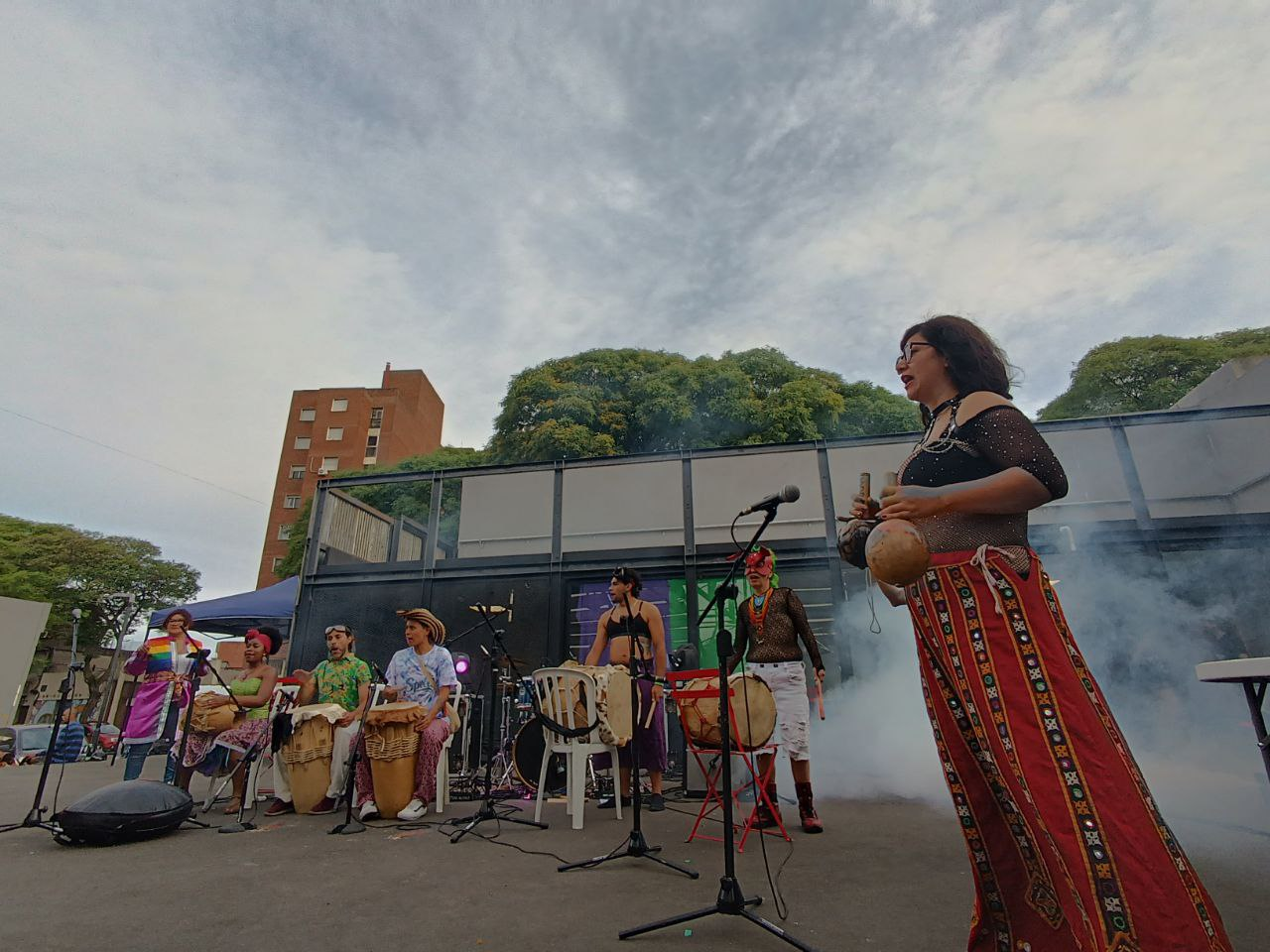
Chirimiqueer é um monte musical da organização Mulheres à beira de Colômbia. Esta é uma apresentação realizada em Montevidéu, no Uruguai durante o encontro Vir ao Sur, em dezembro do 2022

### Encontro LesBiTrans Inter Feminista latinoamericano e do Caraíbas: Vir ao sul
Em âmbito internacional, Aireana organiza junto com as Ovelhas Negras do Uruguai, As Rainhas Chulas do México, as Mulheres à Bordo da Colômbia, a Beijo Diverso da Costa Rica, e várias outras organizações da América Latina e do Caribe o encontro LesBiTrans Inter Feminista Latinoamericano e do Caribe, “Vir ao Sur”.

### Coordenadora dos Direitos Humanos do Paraguai
Em 2016, Aireana colaborou na redação do Relatório Anual sobre a Situação dos Direitos Humanos no Paraguai, junto com a Coordenadora de Direitos Humanos do Paraguai.

### Coordenação de Mulheres do Paraguai
Junto a outras organizações feministas do Paraguai, como o Centro de Documentação e Estudos Kuña Roga, integra a Coordenação de Mulheres do Paraguai; que foi fundada em 1987 e, desde 2003, apoia a organização dos encontros feministas do Paraguai.

### Coalizão TLGBI do Paraguai
A Coalizão TLGBI do Paraguai, criada em 2009, é uma rede de organizações que trabalham pela defesa dos direitos LGBTIQA+ no Paraguai. Trabalham pela recuperação da memória histórica da comunidade, bem como a organização da Marcha do Orgulho LGBT de Assunção.

### Rede Contra Toda a Forma de Discriminação (RCTD)
A Rede Contra Toda a Forma de Discriminação (RCTD) foi criada em 2007, desde quando busca a aprovação do Projeto de lei contra toda forma de discriminação no Paraguai.

## Financiamento
Aireana é uma organização que trabalha a partir do financiamento de organizações e fundos internacionais feministas. Dentre eles:
- Mama Cash
- Fondo de Mujeres del Sur
- Astraea, lesbian foundation for justice
- Fundo Global para Mulheres

## Prêmio
- 2011 - Prêmio dos Direitos Humanos "Libertad, Igualdad, Fraternidad", outorgada pela República Francesa a cinco organizações a cada ano.[30][31][5]